# Agudus blockeri
Agudus blockeri är en insektsart som beskrevs av Cheng 1980. Agudus blockeri ingår i släktet Agudus och familjen dvärgstritar. Inga underarter finns listade i Catalogue of Life.